# Max Lehmer (Politiker)
Max Lehmer (* 21. März 1885 in Erding; † 26. März 1964 ebenda) war ein deutscher Volkswirt und Politiker (BVP, später CSU).

## Leben und Beruf
Nach dem Schulbesuch nahm Lehmer ein Studium der Forstwirtschaft, Nationalökonomie und Rechtswissenschaft auf, das er 1910 mit der Promotion zum Dr. rer. pol. beendete. Anschließend unternahm er eine Studienreise nach Australien und Neuseeland. 1912 übernahm er die Leitung des elterlichen Geschäftes. Von 1914 bis 1918 nahm er als Soldat am Ersten Weltkrieg teil.

## Partei
Lehmer zählte Ende 1918 zu den Gründungsmitgliedern der BVP. Nach 1945 trat er in die CSU ein.

## Abgeordneter
Lehmer war bis 1933 Ratsmitglied der Stadt Erding. Er gehörte 1946 der Verfassunggebenden Landesversammlung Bayerns an und war anschließend bis 1950 Mitglied des Bayerischen Landtages.

## Öffentliche Ämter
Lehmer war von 1930 bis 1933 und von März bis September 1946 Erster Bürgermeister der Stadt Erding. 1945 zunächst kommissarisch sowie von 1946 bis 1948 amtierte er als Landrat des Kreises Erding.

## Ehrungen
- Ehrenring des Landkreises Erding, 1959
- Ehrenbürgerschaft der Stadt Erding, 1960
- Dr.-Lehmer-Straße in Erding

| Personendaten    | Personendaten                                     |
| ---------------- | ------------------------------------------------- |
| NAME             | Lehmer, Max                                       |
| KURZBESCHREIBUNG | deutscher Volkswirt und Politiker (BVP, CSU), MdL |
| GEBURTSDATUM     | 21. März 1885                                     |
| GEBURTSORT       | Erding                                            |
| STERBEDATUM      | 26. März 1964                                     |
| STERBEORT        | Erding                                            |